# Asaperdina sordida
Asaperdina sordida là một loài bọ cánh cứng trong họ Cerambycidae.